# Kirk Degiorgio
Kirk Degiorgio est un producteur anglais de musique électronique, également connu sous les noms de As One, Blue Binary, Elegy, Esoterik, Family Values, Future/Past et Offworld. Relativement méconnu, Kirk Degiorgio est l'un des plus grands représentants de l'intelligent dance music, mêlant à la musique électronique ses premiers amours que sont le P-Funk, Motown, le hip-hop originel, la techno de Détroit et le label Blue Note.
Après ses premiers maxis publiés en 1991 sur le label du groupe B12, il fonde son propre label, Applied Rhythmic Technology (ART), sur lequel apparaîtront notamment Carl Craig (qui l'invite sur son label Planet E), Aphex Twin, Stasis et The Black Dog.